# Mieczysław Kwiatkowski (publicysta)

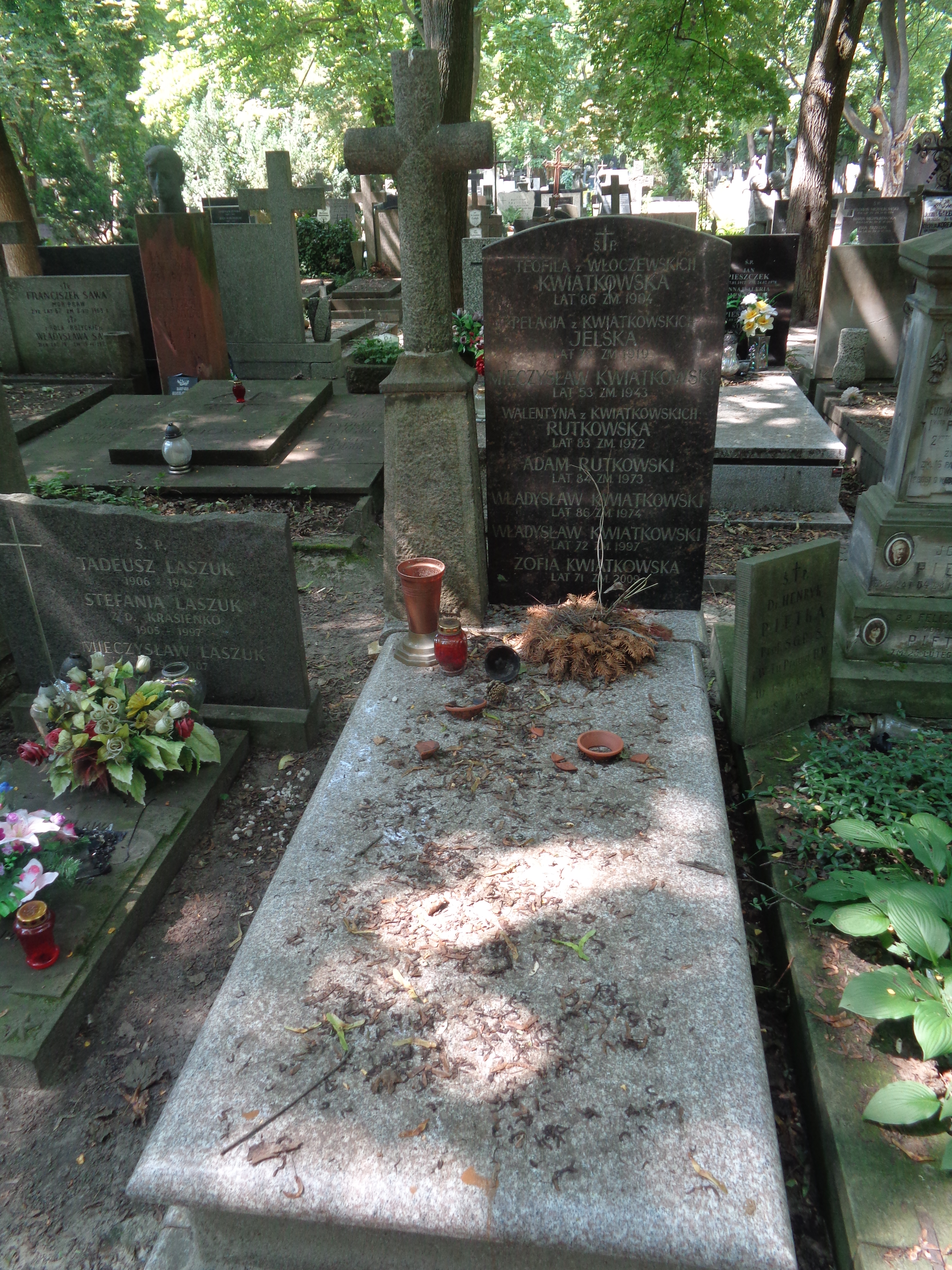
Nagrobek Mieczysława Kwiatkowskiego na cmentarzu powązkowskim

Mieczysław Kwiatkowski pseud. Mietek, Złotowski, Lewicki, Szreński (ur. 17 grudnia 1889 w Złotowie w powiecie Mława, zm. 19 lutego 1943 w Warszawie) – działacz PPS-Lewicy i KPP, publicysta.
Syn Władysława i Marii z Borzuchowskich. W 1906 wstąpił do PPS, w której w tym samym roku doszło do rozłamu, po którym „Mietek” działał w PPS-Lewicy. Od 1908 studiował ekonomię w Brukseli, gdzie działał również w zagranicznej sekcji PPS-Lewicy. Od 1910 pracował w archiwum PPS-Lewicy w Wiedniu. Od 1912 działał w Warszawie, gdzie publikował m.in. w „Swietle”, „Kuźni” i „Nowej Myśli”. 1914-1916 działał w Łodzi, gdzie współpracował m.in. z Leonem Purmanem i Marią Koszutską i brał udział w naradach międzypartyjnych między PPS-Lewicą a SDKPiL i Bundem. Działał w klubie im. T. Rechniewskiego. Pod koniec 1916 został członkiem Centralnej Redakcji PPS-Lewicy. 1916-1918 współredagował „Głos Robotniczy” i wydawał „Kalendarze Robotnicze”. W grudniu 1918 brał udział w zjednoczeniowym zjeździe PPS-Lewicy i SDKPiL, czyli I Zjeździe KPRP/KPP. W 20-leciu międzywojennym pracował w Powszechnym Zakładzie Ubezpieczeń Wzajemnych i w Wydziale Statystycznym Kasy Chorych i Głównym Urzędzie Statystycznym. Pod koniec 1918 był współzałożycielem Spółdzielni Księgarsko-Wydawniczej „Książka” i do 1926 był członkiem jej zarządu. W 1920, podczas wojny polsko-sowieckiej został, jako komunista, uwięziony na Pawiaku, a potem w Sieradzu. W 1927 pełnił przez kilka miesięcy obowiązki burmistrza Żyrardowa. 1922-1923 publikował w „Kulturze Robotniczej” i „Nowej Kulturze”. W swoich publikacjach wyrażał przekonanie o wyższości gospodarki socjalistycznej nad kapitalistyczną. 1928-1930 współpracował z Komunistyczną Frakcją Poselską. Wraz z Antoniną Sokolicz prowadził pracę oświatową w klubie „Szklane Domy” na Żoliborzu. W latach 30. należał do założycieli Warszawskiej Spółdzielni Mieszkaniowej.
Został pochowany na Powązkach (kwatera 285-3-5).